# Гетамедж (Котайк)
Гетамедж (вірм. Գետամեջ) — село в марзі Котайк, у центрі Вірменії. Населення займається тваринництвом, розведенням птиці і сільськогосподарських культур. Існує церква, побудована в XIV столітті. Є середня школа, культурний центр та бібліотека.